# Гейтвуд, Чарльз
Чарльз Бэр Гейтвуд (англ. Charles Bare Gatewood; 5 апреля 1853 — 20 мая 1896) — офицер армии США,  участник войн с апачами, во время которых возглавлял взводы индейских скаутов. В 1886 году сыграл ключевую роль в прекращении кампании Джеронимо, убедив лидера чирикауа капитулировать.

## Ранние годы
Чарльз Гейтвуд родился 5 апреля 1853 года в городе Вудсток, штат Виргиния. С 1873 по 1877  год учился в Военной академии США, где он получил прозвище Сципион Африканский — за его сходство с римским полководцем.  Окончив академию в звании второго лейтенанта, он был направлен в 6-й кавалерийский полк в форт Уингейт, Территория Нью-Мексико.

## Военная карьера

### Апачские войны
После одного года службы в форте Уингейт Гейтвуд был назначен командиром индейских скаутов из резервации апачей Белой Горы. Он пользовался уважением среди апачей и получил прозвище Нантон Бсе-че — Большеносый Капитан. С индейцами у него сложились хорошие дружеские отношения, Гейтвуд всегда общался с ними на равных, без свойственных тому времени расовых предрассудков.
В 1879 году Гейтвуд и его скауты были переведены из Аризоны в Нью-Мексико для участия в кампании против вождя чирикауа Викторио. Несмотря на то, что его скаутам удалось обнаружить Викторио, захватить мятежного вождя апачей им не удалось. Уже тогда у него начались серьёзные проблемы со здоровьем. В мае 1881 года он вернулся в Виргинию, где провёл почти пять месяцев в отпуске по болезни, так как у него развился ревматизм за два года службы со скаутами на Юго-Западе США. В городе Камберленд, штат Мэриленд, Гейтвуд женился на Джорджии Маккалох, и 17 сентября 1881 года возвратился на Юго-Запад, где участвовал в кампании Юджина Карра против восставших апачей сибику и уайт-маунтин.
В 1882 году армия США направила бригадного генерала Джорджа Крука принять командование операциями против индейцев на территории Аризоны. Генерал был опытным борцом с враждебными индейцами, который давно понял, что солдаты регулярной армии почти бесполезны против апачей и считал, что победить их можно лишь при помощи самих апачей. Гейтвуд к тому времени считался одним из лучших знатоков апачей и заслуженно пользовался среди них уважением. Узнав о нём, Крук назначил его комендантом резервации Форт-Апачи. Однако их взгляды по устройству дел в резервации и обращения с апачами во многом не совпадали, и в 1885 году Крук перевёл Гейтвуда командовать скаутами навахо. В том же году Крук подал в отставку с поста главы департамента Аризоны, и Филип Шеридан заменил его генералом Нельсоном Майлзом, в чью задачу входило поймать чирикауа Джеронимо, что не удалось его предшественнику.
Гейтвуд много лет командовал скаутами апачами, лично знал каждого из враждебных апачей, включая Джеронимо и Найче, и пользовался их доверием. 13 июля 1886 года Нельсон Майлз вызвал его в Альбукерке и отправил на поиски Джеронимо, требовать от того капитуляции. Лейтенант был очень болен, но Майлз предложил впоследствии назначить его своим адъютантом, и он согласился. Отыскав Джеронимо в Мексике в конце августа, он сопроводил его группу в лагерь капитана Генри Лоутона к каньону Гуадалупе, находящемуся около американо-мексиканской границы. Лоутон отправился на гелиографическую станцию, чтобы передать сообщение генералу, оставив лейтенанта Абиэла Смита командовать.
Войска США и чирикауа прибыли без происшествий в каньон Скелета, Территория Аризона, 2 сентября 1886. Генерал прибыл на следующий день и принял капитуляцию Джеронимо. 4 сентября сдался Найче — он был в соседнем каньоне и скорбел по своему брату, убитому мексиканскими солдатами. Это событие официально положило конец войнам апачей на Юго-Западе США.
Несмотря на успех операции, Майлз отчитал Гейтвуда за неподчинение приказам, когда лейтенант совершил последний поход на Джеронимо с отрядом из 6 человек вместо 25. Гейтвуд ответил, что большая группа скаутов напугала бы апачей и заставила их бежать. Кроме того, Генри Лоутон, не принимавший практически никакого участия в экспедиции, приписал себе заслуги Гейтвуда в деле капитуляции чирикауа Джеронимо и сделал всё, чтобы об участии лейтенанта забыли. В своём рапорте от 9 сентября 1886 года он выразил благодарность всем офицерам экспедиции поименно, не включив в него Гейтвуда. В следующем году Майлз, у которого Гейтвуд теперь служил адъютантом в Лос-Анджелесе, не отпустил его в Тусон, где происходило торжественное мероприятие в честь капитуляции Джеронимо, тогда как все остальные офицеры туда отправились. Таким образом, генерал старался преуменьшил роль лейтенанта в прекращении кампании Джеронимо из-за того, чтобы не привлекать внимания военного командования и общественности к верной стратегии Джорджа Крука.

### Война Пляски Духов
В декабре 1890 года Гейтвуд был переведен в 6-й кавалерийский полк и направлен в агентство Пайн-Ридж в Южной Дакоте для участия в операции против враждебных индейцев лакота. Он не участвовал в заключительной кампании, кульминацией которой стала Бойня на ручье Вундед-Ни в декабре того же года. В январе 1891 года из-за холодной погоды у Гейтвуда обострился ревматизм обоих плеч. Его болезнь прогрессировала до такой степени, что он не мог пошевелить руками, и в феврале 1891 года получил медицинское предписание уехать в Хот-Спрингс, город, находящийся на юго-западе Южной Дакоты.

### Война в округе Джонсон
В сентябре 1891 года Гейтвуд выздоровел и вернулся в расположение 6-го кавалерийского полка, который базировался в форте Маккинни, штат Вайоминг. В этом штате с 1889 года происходил конфликт между мелкими фермерами и крупными землевладельцами и 6-й полк был направлен по просьбе временно исполняющего обязанности губернатора Амоса Уокера Барбера. 18 мая 1892 года группа мужчин подожгла почтовое отделение и заложила самодельную бомбу в казарме кавалерийского полка. Гейтвуд попытался устранить пожар и был ранен взрывом бомбы в казарме. Левая рука лейтенанта оказалась раздроблена, в результате чего он остался инвалидом и его военная карьера была завершена. 

## Поздние годы
В октябре 1892 года Гейтвуд прошел медицинское обследование в форте Кастер, штат Монтана. Он ожидал, что его уволят со службы, но вместо этого его оставили на действительной службе в составе 6-го кавалерийского полка.
19 ноября 1892 года Гейтвуд получил приказ отправиться в Денвер, чтобы дождаться призыва в армию. 4 июня 1894 года он попытался занять должность военного советника округа Эль-Пасо в штате Колорадо, но ему было отказано. В 1894 году он вынужден был взять отпуск из-за проблем со здоровьем и переехать в Форт-Майер, штат Виргиния. На следующий год Гейтвуд был рекомендован к награждению Медалью Почёта генералом Нельсоном Майлзом, признавшим его заслуги в поимке Джеронимо, но был отклонён исполняющим обязанности военного министра Дэниэлом Скоттом Ламонтом, поскольку лейтенант никогда не отличался в военных действиях против враждебных индейцев.
В 1896 году Гейтвуд страдал от мучительных болей в животе и отправился на лечение в ветеранский госпиталь в форте Монро. 20 мая 1896 года Чарльз Гейтвуд скончался от рака желудка и был похоронен на Арлингтонском национальном кладбище со всеми воинскими почестями.
Его жена Джорджия прожила следующие 24 года на пенсию в размере 17 долларов в месяц, которую она получала от американского правительства. Его сын, Чарльз Гейтвуд-младший, родившийся 4 января 1883 года в Форт-Апачи, вступил в армию и дослужился до звания полковника. Он боролся за признание заслуг своего отца, а позже составил и опубликовал мемуары бывшего первого лейтенанта армии США.

## Образ в кино
Роль Гейтвуда была сыграна в 1954 году Бреттом Кингом в синдицированном телесериале «Истории века».
В 1993 году режиссёр Уолтер Хилл снял кинофильм «Джеронимо: Американская легенда», в котором роль Чарльза Гейтвуда исполняет Джейсон Патрик.